# Hájske
Hájske este o comună slovacă, aflată în districtul Šaľa din regiunea Nitra. Localitatea se află la altitudinea de 126 m deasupra n.m., se întinde pe o suprafață de 14,07 km2 și în 2017 număra 1.306 locuitori.

## Istoric
Localitatea Hájske este atestată documentar din 1113.

## Demografie
| An:                | 1994 | 2004   | 2014   | 2024   |
| ------------------ | ---- | ------ | ------ | ------ |
| Număr de persoane: | 1374 | 1365   | 1323   | 1315   |
| Diferență:         |      | −0,65% | −3,07% | −0,60% |

| An:                | 2023 | 2024   |
| ------------------ | ---- | ------ |
| Număr de persoane: | 1324 | 1315   |
| Diferență:         |      | −0,67% |